# Центральна лінія (Лондон)
51°34′11″ пн. ш. 0°26′14″ зх. д. / 51.569722° пн. ш. 0.437222° зх. д.
Центральна Лінія (англ. Central line) — лінія Лондонського метрополітену, прямує від Еппінг, Ессекс на північному сході до Ілінг-Бродвей та Вест-Раїсліп на заході. На схемі Лондонського метро зображена червоним кольором. Лінія має довжину 76 км, є найдовшою лінією Лондонського метро. З 49 станцій 20 розташовані під землею. В цілому вважається, що Центральна лінія має найбільшу швидкість між станціями серед всіх ліній Лондонського метро, яка досягає 110 км/год після введення в дію вагонів 1992 серії.
Лінія була відкрита як Central London Railway в 1900 році, перетинаючи по осі Схід-Захід центральний Лондон.

## Опис
Центральна лінія завдовжки 74 км обслуговує 49 станцій. Лінія має переважно дві колії, рідше три — на коротких відрізках на південь від Лейтонстону і на захід від Вайт-Сіті. Загальна довжина колій — 147,1 км, з яких 52,8 км прямують тунелями, колії електрифіковані мережею постійного струму з чотирма рейками: третя рейка живиться напргою −210 V і четверта — +420 В, що дає різницю потенціалів 630 В.
Одноколійну лінію на північ від Епінга, було закрито в 1994 році, тепер це історична залізниця Epping Ongar Railway.
Лінія має найкоротший ескалатор у Лондонському метрополітені, у Стратфорді, висота підйому — 4,1 м.
Лінію обслуговують три депо: Райсліп, Гайнолт та Вайт-Сіті

## Список станцій

### Відкриті станції
| Станція             | Фото | Відкриття/початок обслуговування | Гілка                             | Примітки | |
| ------------------- | ---- | -------------------------------- | --------------------------------- | --- | --- |
| Вест-Раїсліп        |      | 21 листопада 1948                | Відгалуження Раїсліп              | Пересадка на National rail. Відкрита як Раїсліп-енд-Ікенгем в 1906 у складі Great Western and Great Central Joint Committee (GW&GCJC), перейменовано на Вест-Раїсліп (фор Ікенгем) в 1947; пізніше суфікс було відкинуто | |
| Раїсліп-гарденс     |      | 21 листопада 1948                | Відгалуження Раїсліп              | Відкрита в 1934 у складі GW&GCJC, магістраль обслуговує з 1958. | |
| Саут-Раїсліп        |      | 21 листопада 1948                | Відгалуження Раїсліп              | Пересадка на National rail. Відкрита як Норголт-джанкшен у складі GW&GCJC в 1908, перейменовано на Саут-Раїсліп-енд-Норголт-джанкшен в 1932, сьогоденну назву здобула в 1947.                                            | |
| Норголт             |      | 21 листопада 1948                | Відгалуження Раїсліп              | Замінив сусідню станцію GWR, яка була відкрита в 1907 році. | |
| Грінфорд            |      | 30 червня 1947                   | Відгалуження Раїсліп              | Пересадка на National rail. Станція GWR відкрита в 1904. Станція останньою використовувала дерев’яний ескалатор, який було демонтовано протягом 2014 року.                                                               | |
| Перівеїл            |      | 30 червня 1947                   | Відгалуження Раїсліп              | Відкрита у складі GWR як «Перівеїл-гальт» в 1904, зачинено 1915–20; суфікс гальт було відкинуто в 1922. | |
| Генгер-лейн         |      | 30 червня 1947                   | Відгалуження Раїсліп              | | |
| Ілінг-Бродвей       |      | 3 серпня 1920                    | Відгалуження Ілінг                | Пересадка на лінію Дистрикт and National rail. Відкрито у складі лінії Дистрикт в 1879, Пересадка на магістральну лінію в 1965/6.                                                                                        | |
| Вест-Актон          |      | 5 листопада 1923                 | Відгалуження Ілінг                | | |
| Норт-Актон          |      | 5 листопада 1923                 | Головний маршрут                  | GWR станцію відкрито в 1904, перенесено на сьогоденне місце 1913 та закрито в 1947. | GWR станцію відкрито в 1904, перенесено на сьогоденне місце 1913 та закрито в 1947.                                                                                                  |
| Іст-Актон           |      | 3 серпня 1920                    | Головний маршрут                  | | |
| Вайт-Сіті           |      | 23 листопада 1947                | Головний маршрут                  | Пересадка на лінії Кільцеву та Гаммерсміт-енд-Сіті | Пересадка на лінії Кільцеву та Гаммерсміт-енд-Сіті |
| Шепгердс-Буш        |      | 30 липня 1900                    | Головний маршрут                  | Відремонтовано в 2008. | Відремонтовано в 2008. |
| Голланд-парк        |      | 30 липня 1900                    | Головний маршрут                  | | |
| Ноттінг-гілл-гейт   |      | 30 липня 1900                    | Головний маршрут                  | Пересадка на лінію Кільцеву та Дистрикт | Пересадка на лінію Кільцеву та Дистрикт |
| Квінсвей            |      | 30 липня 1900                    | Головний маршрут                  | Відкрито як Квінс-роуд; перейменовано 1 вересня 1946 | Відкрито як Квінс-роуд; перейменовано 1 вересня 1946 |
| Ланкастер-гейт      |      | 30 липня 1900                    | Головний маршрут                  | | |
| Марбл-арч           |      | 30 липня 1900                    | Головний маршрут                  | | |
| Бонд-стріт          |      | 24 вересня 1900                  | Головний маршрут                  | Пересадка на лінію Джубилі. | Пересадка на лінію Джубилі. |
| Оксфорд-серкус      |      | 30 липня 1900                    | Головний маршрут                  | Пересадка на лінії Бейкерлоо та Вікторія. | Пересадка на лінії Бейкерлоо та Вікторія. |
| Тоттенгем-корт-роуд |      | 30 липня 1900                    | Головний маршрут                  | Пересадка на Північну лінію. Відкрита як Оксфорд-стріт; перейменовано 9 березня 1908. | Пересадка на Північну лінію. Відкрита як Оксфорд-стріт; перейменовано 9 березня 1908.                                                                                                |
| Голборн             |      | 25 вересня 1933                  | Головний маршрут                  | Початково відкрито як станція лінії Пікаділлі 15 грудня 1906, платформи Центральної лінії відкрито пізніше та станцію перейменовано на Голборн (Кінгзвей); суфікс скасовано пізніше.                                     | Початково відкрито як станція лінії Пікаділлі 15 грудня 1906, платформи Центральної лінії відкрито пізніше та станцію перейменовано на Голборн (Кінгзвей); суфікс скасовано пізніше. |
| Чансері-лейн        |      | 30 липня 1900                    | Головний маршрут                  | Перейменовано на Чансері-лейн (Грей'з Інн) 25 червня 1934; суфікс скасовано пізніше | Перейменовано на Чансері-лейн (Грей'з Інн) 25 червня 1934; суфікс скасовано пізніше                                                                                                  |
| Святого Павла       |      | 30 липня 1900                    | Головний маршрут                  | Відкрито як Пост-офіс; перейменовано 1 лютого 1937 | Відкрито як Пост-офіс; перейменовано 1 лютого 1937 |
| Бенк/Моньюмент      |      | 30 липня 1900                    | Головний маршрут                  | Пересадка на лінії Кільцеву, Дистрикт, Північну, Ватерлоо-енд-Сіті та DLR. | Пересадка на лінії Кільцеву, Дистрикт, Північну, Ватерлоо-енд-Сіті та DLR. |
| Ліверпуль-стріт     |      | 28 липня 1912                    | Головний маршрут                  | Пересадка на лінії Кільцеву, Гаммерсміт-енд-Сіті та Метрополітен, London Overground, TfL Rail and National rail. | Пересадка на лінії Кільцеву, Гаммерсміт-енд-Сіті та Метрополітен, London Overground, TfL Rail and National rail.                                                                     |
| Бетнал-Грін         |      | 4 грудня 1946                    | Головний маршрут                  | | |
| Майл-Енд            |      | 4 грудня 1946                    | Головний маршрут                  | Крос-платформова пересадка на лінії Дистрикт та Гаммерсміт-енд-Сіті. Відкрито в 1902 у складі лінії Дистрикт. | Крос-платформова пересадка на лінії Дистрикт та Гаммерсміт-енд-Сіті. Відкрито в 1902 у складі лінії Дистрикт.                                                                        |
| Стратфорд           |      | 4 грудня 1946                    | Головний маршрут                  | Пересадка на лінії Джубилі, London Overground, DLR, TfL rail та National rail. Відкрито у складі Eastern Counties Railway (ECR) в 1839.                                                                                  | Пересадка на лінії Джубилі, London Overground, DLR, TfL rail та National rail. Відкрито у складі Eastern Counties Railway (ECR) в 1839.                                              |
| Лейтон              |      | 5 травня 1947                    | Головний маршрут                  | Відкрита як Лов-Лейтон у складі ECR в 1856, перейменовано в 1868. | Відкрита як Лов-Лейтон у складі ECR в 1856, перейменовано в 1868. |
| Лейтонстон          |      | 5 травня 1947                    | Головний маршрут                  | Відкрита у складі ECR в 1856. | Відкрита у складі ECR в 1856. |
| Вонстед             |      | 14 грудня 1947                   | Петля Гаїнолт                     | During the war, it was used as an air raid shelter and the tunnels as a munitions factory for Plessey electronics. | |
| Редбрідж            |      | 14 грудня 1947                   | Петля Гаїнолт                     | Під час війни завершені тунелі в Редбріджі використовувались компанією Plessey як завод авіаційних деталей. | |
| Гантс-гілл          |      | 14 грудня 1947                   | Петля Гаїнолт                     | Під час війни тунелі в Редбріджі використовувались компанією Plessey як завод авіаційних деталей. | |
| Ньюбері-парк        |      | 14 грудня 1947                   | Петля Гаїнолт                     | Відкрита 1903 у складі GER петлі Ферлоп. | |
| Баркінсайд          |      | 31 травня 1948                   | Петля Гаїнолт                     | Відкрита 1903 у складі GER петлі Ферлоп, зачинена 1916–19. | |
| Ферлоп              |      | 31 травня 1948                   | Петля Гаїнолт                     | Відкрита 1903 у складі GER петлі Ферлоп. | |
| Гаїнолт             |      | 31 травня 1948                   | Петля Гаїнолт                     | Відкрита 1903 у складі GER петлі Ферлоп, зачинена 1908–30. | |
| Греїндж-гілл        |      | 21 листопада 1948                | Петля Гаїнолт                     | Відкрита 1903 у складі GER петлі Ферлоп. | |
| Чигвелл             |      | 21 листопада 1948                | Петля Гаїнолт                     | Відкрита 1903 у складі GER петлі Ферлоп. | |
| Родінг-Веллі        |      | 21 листопада 1948                | Петля Гаїнолт                     | Відкрита 1936 у складі LNER петлі Ферлоп. | |
| Снерсбрук           |      | 14 грудня 1947                   | Відгалуження Еппінг               | Відкрито як Снерсбрук-енд-Вонстед у складі ECR в 1856, перейменовано на Снерсбрук-фор-Вонстед в 1929, перейменовано під передачі Центральній лінії.                                                                      | Відкрито як Снерсбрук-енд-Вонстед у складі ECR в 1856, перейменовано на Снерсбрук-фор-Вонстед в 1929, перейменовано під передачі Центральній лінії.                                  |
| Саут-Вудфорд        |      | 14 грудня 1947                   | Відгалуження Еппінг               | Відкрито у складі ECR в 1856 як Джордж-лейн, перейменовано на Саут-Вудфорд (Джордж-лейн) в 1937, сьогоденна назва з 1950.                                                                                                | Відкрито у складі ECR в 1856 як Джордж-лейн, перейменовано на Саут-Вудфорд (Джордж-лейн) в 1937, сьогоденна назва з 1950.                                                            |
| Вудфорд             |      | 14 грудня 1947                   | Відгалуження Еппінг/Петля Гаїнолт | Відкрито у складі ECR в 1856. | Відкрито у складі ECR в 1856. |
| Бакгерст-гілл       |      | 21 листопада 1948                | Epping branch                     | Відкрито у складі ECR в 1856. | Відкрито у складі ECR в 1856. |
| Лоутон              |      | 21 листопада 1948                | Відгалуження Еппінг               | Відкрито у складі ECR в 1856. | Відкрито у складі ECR в 1856. |
| Дебден              |      | 25 вересня 1949                  | Відгалуження Еппінг               | Відкрито у складі GER в 1865 як Чигвелл-роуд, перейменовано на Чигвелл-лейн за декілька років. Зачинено 1916–19, перейменовано під час передачі Центральній лінії.                                                       | Відкрито у складі GER в 1865 як Чигвелл-роуд, перейменовано на Чигвелл-лейн за декілька років. Зачинено 1916–19, перейменовано під час передачі Центральній лінії.                   |
| Тейдон-Буа          |      | 25 вересня 1949                  | Відгалуження Еппінг               | Відкрито у складі GER в 1865 як Тейдон, перейменовано за декілька років. | Відкрито у складі GER в 1865 як Тейдон, перейменовано за декілька років. |
| Еппінг              |      | 25 вересня 1949                  | Відгалуження Еппінг               | Відкрито у складі GER в 1865. | Відкрито у складі GER в 1865. |